# Razvođe
Razvođe je naselje Općine Promina u Šibensko-kninskoj županiji.

## Zemljopis
Nalazi se oko 5,5 kilometra jugoistočno od Oklaja, u zapadnom podnožju Promine.

## Povijest
Razvođe se od 1991. do 1995. godine nalazilo pod srpskom okupacijom.

## Stanovništvo
Prema popisu iz 2011. godine naselje je imalo 170 stanovnika.
| broj stanovnika | 709   | 708   | 715   | 816   | 973   | 1104  | 1070  | 1128  | 1135  | 1183  | 1154  | 1019  | 710   | 507   | 193   | 170   | 137   |
|                 | 1857. | 1869. | 1880. | 1890. | 1900. | 1910. | 1921. | 1931. | 1948. | 1953. | 1961. | 1971. | 1981. | 1991. | 2001. | 2011. | 2021. |

## Poznate osobe
- Josip Duvančić, hrvatski nogometaš i nogometni trener

## Znamenitosti
U naselju se nalazi katolička crkva Svih Svetih i pravoslavna crkva Svete Velikomučenice Nedjelje